# Троицкий собор (Мариинский Посад)
Свято-Троицкий собор — храм Чебоксарской епархии Русской православной церкви, расположенный в городе Мариинский Посад.
Приделы освящены в честь Тихвинской иконы Божьей Матери, преподобного Серафима Саровского.

## История
Храм в честь святой Троицы был построен в 1726 году на народные пожертвования на месте сгоревшего ранее Троицкого храма (известен с 1620 года). В 1775 году в соборе три алтаря. Приделы освящены в честь Тихвинской иконы Божьей Матери и святого пророка Илии. В 1903 году на средства прихожан собор был заново перестроен. К храму была пристроена пятиярусная колокольня. Внутри колокольни размещался храм.
На церкви пять больших глав и три малые над алтарями. Колокольня пятиярусная, высота 13 сажень, на ней одна большая глава, то есть купол с крестом. Внутри колокольни находится храм. Самый большой колокол, находящийся на ней, весил 312 пудов и 30 фунтов, то есть более 5 тонн. Первоначально иконостас был пятиярусный. Иконы — в серебряных ризах с позолотой. Этот собор считался самым богатым храмом из всех остальных существующих.
В 1930-х годах приход закрыли, в 1935 году колокольню снесли. Теперь только по сохранившимся архивным документам можно узнать, что вывезли из Собора около 80 кг серебра с золотом, не говоря уже об уничтожении сложнейших произведений декоративно-прикладного искусства и живописи. Всё это просто превратили в топливо или вторсырьё.
В 1994 году собор был зарегистрирован в министерстве юстиции и считался действующим.